# غير مكسور
غير مكسور (بالإنجليزية: Unbroken)‏ هو فيلم دراما تم إنتاجه في الولايات المتحدة وصدر في سنة 2014. الفيلم من إخراج أنجلينا جولي وكتابة ايثان كوين وجويل كوين. من بطولة جاك أوكونيل وميافي.

## القصة
تدور احداث الفيلم عن اللاعب الأوليمبي لويس زامبريني الذي نجا من تحطم طائرة في الحرب العالمية الثانية مع اثنين من أفراد طاقمها، ولمدة 47 يوم بعد الحادث وهم يحاولون البقاء على قيد الحياة على متن قارب، حتى تعثر عليهم القوات اليابانية ويتم الذهاب بهم إلى معسكرات اعتقال أسرى الحرب.

## طاقم العمل
- أليكس راسل في دور بيت زامبريني

## الميزانية والإيرادات
بلغت تكلفة إنتاج الفيلم حوالي 65 مليون دولار بينما حقق أرباحا تقدر بـ 161.5 مليون دولار.

## وصلات خارجية
- غير مكسور على موقع IMDb (الإنجليزية)
- غير مكسور على موقع ميتاكريتيك (الإنجليزية)
- غير مكسور على موقع روتن توميتوز (الإنجليزية)
- غير مكسور على موقع نتفليكس (الإنجليزية)
- غير مكسور على موقع قاعدة بيانات الأفلام العربية
- غير مكسور على موقع ألو سيني (الفرنسية)
- غير مكسور على موقع Turner Classic Movies (الإنجليزية)
- غير مكسور على موقع أول موفي (الإنجليزية)
- غير مكسور على موقع بوكس أوفيس موجو (الإنجليزية)
- غير مكسور على موقع فيلمافينيتي (الإسبانية)